# Maison (65 rue Voltaire, Chinon)
Pour les articles homonymes, voir Maison (homonymie).
La maison (65 rue Voltaire, Chinon) est une demeure particulière dans la commune de Chinon, dans le département français d'Indre-et-Loire.
Construite au XIVe siècle près d'une importante place de la ville au Moyen Âge, elle conserve le décor de plusieurs baies de sa façade. Elle est inscrite comme monument historique en 1963.

## Localisation
La maison se situe au 65, rue Voltaire, principale rue traversant la ville d'ouest en est au Moyen Âge. En outre, elle se situe à l'angle de la rue Jeanne-d'Arc et de la rue de la Chapelle, non loin du Grand-Carroi, place importante et centre de commerce de la ville à l'époque médiévale.

## Histoire
La maison est probablement édifiée sur des soubassements du XIIe siècle mais une phase majeure de construction a lieu au XVe siècle. Des remaniements de moindre importance sont ensuite effectués aux XVIIIe et XIXe siècles.

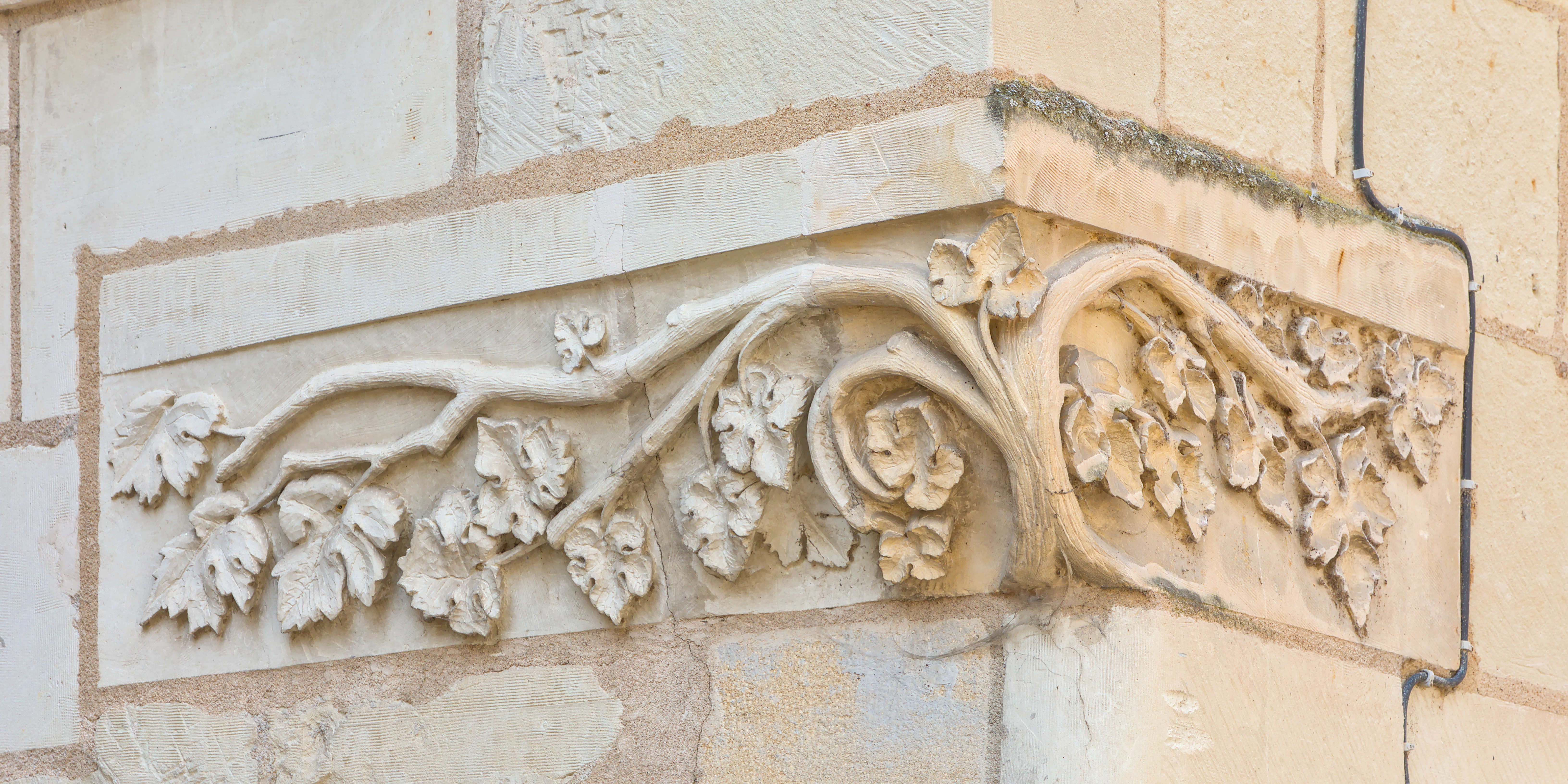
Détail de la façade.

L'édifice est inscrit comme monument historique  par décret du 5 août 1963. Il est restauré vers le milieu des années 1970.

## Description
La maison comporte trois étages au-dessus du rez de chaussée, le tout en pierre de taille. Si les baies du rez-de-chaussée ont été reprises, celles des étages sont encore intactes et ont gardé les moulures de leurs appuis, de leurs piédroits et de leurs linteaux.
Les toits à longs pans sont couverts en ardoises.

## Pour en savoir plus